# Tritikále
Tritikále (x Triticosecale, syn. x Triticale) je hybridní obilnina, která vznikla křížením žita a pšenice. Odtud její český název „žitovec“. Jeho hlavními pěstiteli jsou USA, Evropa a Austrálie. Vyznačuje se velkými klasy.

## Popis
Původní mateřskou rostlinou je pšenice a otcovskou žito. Rodové označení Triticosecale je složeninou latinského označení pšenice (Triticum) a žita (Secale). Odrůdy mají geneticky fixovaný vysoký výnosový potenciál, jsou tolerantnější k horším pěstitelským podmínkám než pšenice a mají dobrý zdravotní stav. V Česku jsou pěstovány ozimé odrůdy, existují i jarní formy.
|     | Stát      | tis. tun   |
| --- | --------- | ---------- |
| 1.  | Polsko    | 4108       |
| 2.  | Německo   | 2157       |
| 3.  | Francie   | 2057       |
| 4.  | Bělorusko | 1254       |
| 5.  | Austrálie | 502        |
| 6.  | Čína      | 437        |
| 7.  | Maďarsko  | 372        |
| 8.  | Litva     | 258        |
| 9.  | Rusko     | 249        |
| 10. | Rakousko  | 230        |
| 11. | Česko     | 171        |
| 12. | Švédsko   | 165        |
|     | Svět      | 13 347,784 |